# Marly-le-Roi
Marly-le-Roi è un comune francese di 16 931 abitanti situato nel dipartimento degli Yvelines nella regione dell'Île-de-France.
I suoi abitanti si chiamano Marlychois o, a volte, Marlésiens.
Vi si trovava il castello di Marly.

## Società

### Evoluzione demografica
Abitanti censiti

## Amministrazione

### Gemellaggi
- Leichlingen, dal 1964
- Marlow, dal 1972
- Kita, dal 1984
- Viseu, dal 1996